# Korteraar
Korteraar is een buurtschap in de gemeente Nieuwkoop, in de Nederlandse provincie Zuid-Holland. Het dorp heeft 635 inwoners (2017).
Korteraar is gelegen in het noorden van de gemeente Nieuwkoop, ten noorden van het dorp Aarlanderveen. Het is de geboorteplaats van seriemoordenaar Willem van Eijk.

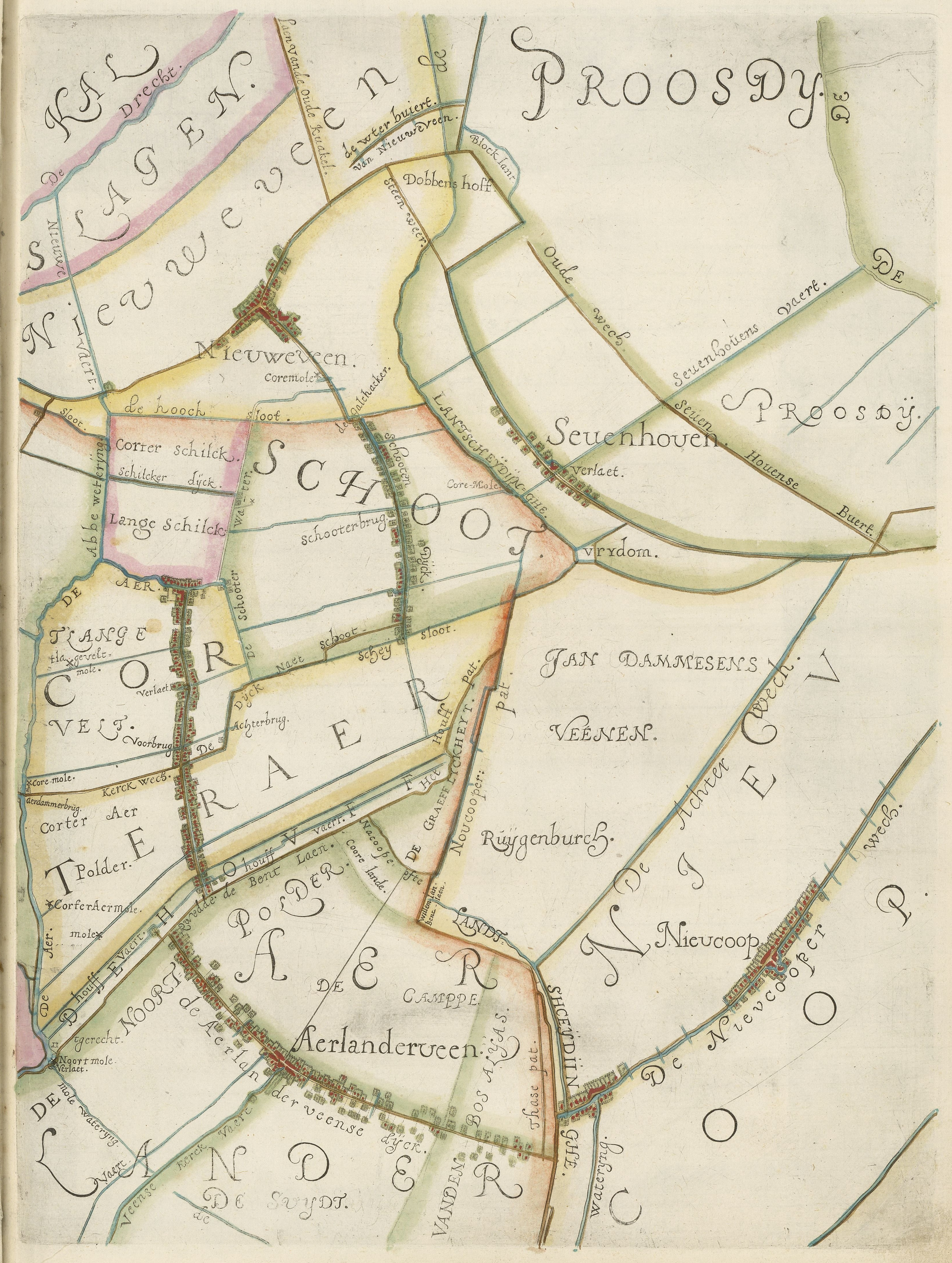
Korteraar (CORTERAER) op een kaart van het Hoogheemraadschap van Rijnland uit 1611.